# Saison 9 de Face Off
Vous venez d’apposer le modèle de débat d'admissibilité.
Avant toute chose, veuillez créer la page de débat correspondante en cliquant ici.
- Une fois la page de vote initialisée, rafraîchissez cette page, et le bandeau prendra son aspect définitif.
- Si votre débat d'admissibilité est groupé (le motif et l’argumentation doivent être les mêmes), modifiez cette page pour ajouter au modèle le paramètre « cat » suivi du nom de la page de discussion de l’article pour lequel la page de débat existe déjà (ex. : cat=Discussion:Nom_de_l'autre_article). Ensuite, suivez les nouvelles instructions qui apparaissent.
- Vous pouvez également utiliser le paramètre « type » pour faciliter l’accès aux critères d’admissibilité. Exemple : {{suppression|type=mot-clé}}. Liste des mots-clés existants : fiction, musique, art visuel, fanzine, jeu de société, porno, sportif, association, enseignement, société, site web, route, nombre, (Liste complète ici).

| 1. | Créez la page de débat d'admissibilité.                                                                      | Sauvegardez d’abord la page pour l’initialiser puis indiquez votre motivation.              |
| 2. | Important : ajoutez une entrée dans la section Débat d'admissibilité du jour.                                | Utilisez ce texte : *{{L\|Saison 9 de Face Off}}                                            |
| 3. | Pensez à informer les contributeurs principaux de la page et les projets associés lorsque cela est possible. | Utilisez ce texte : {{subst:Avertissement débat d'admissibilité\|Saison 9 de Face Off}}~~~~ |

Vous pouvez aider à l'améliorer ou bien discuter des problèmes sur sa page de discussion.
- Il n'est pas vérifiable et peut contenir des informations totalement erronées. Il est fortement conseillé aux contributeurs d'étayer son contenu par des sources fiables. Sans cela, sa suppression pourrait être envisagée. (si vous venez d'apposer le bandeau, veuillez cliquer sur ce lien pour créer la discussion et en afficher les indications). (Marqué depuis janvier 2025)
- Il peut contenir un travail inédit ou des déclarations non vérifiées. Vous pouvez l’améliorer en ajoutant des références. (Marqué depuis janvier 2025)

- Archive Wikiwix
- Bing
- Cairn
- DuckDuckGo
- E. Universalis
- Gallica
- Google
- G. Books
- G. News
- G. Scholar
- Persée
- Qwant
- (zh) Baidu
- (ru) Yandex
- (wd) trouver des œuvres sur Wikidata

Vous pouvez aider à l'améliorer ou bien discuter des problèmes sur sa page de discussion.
- Il ne cite pas suffisamment ses sources. Vous pouvez indiquer les passages à sourcer avec {{référence nécessaire}} ou {{Référence souhaitée}}, et inclure les références utiles en les liant aux notes de bas de page. (Marqué depuis janvier 2025)
- Son texte doit être wikifié : il ne correspond pas à la mise en forme Wikipédia (style, typographie, liens internes, liens entre les wikis, etc.). (Marqué depuis mai 2024)

- Archive Wikiwix
- Bing
- Cairn
- DuckDuckGo
- E. Universalis
- Gallica
- Google
- G. Books
- G. News
- G. Scholar
- Persée
- Qwant
- (zh) Baidu
- (ru) Yandex
- (wd) trouver des œuvres sur Wikidata

La neuvième saison de Face Off est diffusée sur Syfy à partir du 28 juillet 2015, et a été, comme chaque saison, présentée par McKenzie Westmore (en). Durant cette saison, seize candidats ont été sélectionnés.
Le vainqueur est Nora Hewitt.

## Jury
- Ve Neill
- Glenn Hetrick (en)
- Neville Page (en)

## Personnes récurrentes
- McKenzie Westmore (en) – présentatrice
- Michael Westmore (en) – parrain de l'émission (père de McKenzie Westmore (en))

## Candidats de la saison
- Ben Ploughman, 34 ans, Austin, Texas
- Brittany Leslie, 25 ans, Mount Sinai, New York
- Evan Hedges, 29 ans, Boulder, Colorado
- Jason Henricks, 36 ans, Crane (en), Oregon
- Jasmine Ringo, 31 ans, Atlanta, Géorgie
- Jordan Patton, 25 ans, Parkersburg, Virginie-Occidentale
- Kevon Ward, 27 ans, Rock Springs, Wyoming
- Libby Rose, 28 ans, Ojai, Californie
- Meg Wilbur, 24 ans, Hightstown, New Jersey
- Melissa 'Missy Munster' Stell, 20 ans, Palmdale, Californie
- Nora Hewitt, 25 ans, Barkhamsted, Connecticut
- Omar Sfreddo, 40 ans, Miami, Floride
- Ricky Vitus, 22 ans, Schenectady, New York
- Scott Fensterer, 43 ans, Orlando, Floride
- Sidney Crumbie, 31 ans, Pace, Floride
- Stevie Calabrese, 26 ans, Grayslake (Illinois)

## Suivi des candidats
| Candidats | Épisode | Épisode | Épisode | Épisode | Épisode | Épisode | Épisode | Épisode  | Épisode | Épisode | Épisode | Épisode | Épisode   |
| Candidats | 1       | 2       | 3       | 4       | 5       | 6       | 7       | 8        | 9       | 10      | 11      | 12      | 13/14     |
| --------- | ------- | ------- | ------- | ------- | ------- | ------- | ------- | -------- | ------- | ------- | ------- | ------- | --------- |
| Nora      |         |         |         |         |         |         |         | GAGNANT‡ |         |         |         | GAGNANT | VAINQUEUR |
| Ben       | GAGNANT |         |         |         |         | GAGNANT |         |          |         | GAGNANT |         | GAGNANT | FINALISTE |
| Evan      |         |         |         |         |         | ‡       |         | ‡        | GAGNANT |         | GAGNANT |         | FINALISTE |
| Jordan    |         |         |         |         | GAGNANT |         |         |          |         |         |         | ÉLIMINÉ |           |
| Scott     |         |         |         | GAGNANT |         |         |         |          |         | ‡       |         | ÉLIMINÉ |           |
| Stevie    |         |         |         |         |         |         |         |          |         |         | ÉLIMINÉ |         |           |
| Meg       |         | GAGNANT |         |         | ‡       |         | GAGNANT |          |         | ÉLIMINÉ |         |         |           |
| Kevon     |         |         |         |         |         |         |         | ‡        | ÉLIMINÉ |         |         |         |           |
| Jasmine   |         |         | GAGNANT |         |         |         |         | ÉLIMINÉ  |         |         |         |         |           |
| Ricky     |         |         |         |         |         |         | ÉLIMINÉ |          |         |         |         |         |           |
| Jason     |         |         |         |         |         | ÉLIMINÉ |         |          |         |         |         |         |           |
| Libby     |         |         |         |         | ÉLIMINÉ |         |         |          |         |         |         |         |           |
| Brittany  |         |         |         | ÉLIMINÉ |         |         |         |          |         |         |         |         |           |
| Missy     |         |         | ÉLIMINÉ |         |         |         |         |          |         |         |         |         |           |
| Omar      |         | ÉLIMINÉ |         |         |         |         |         |          |         |         |         |         |           |
| Sidney    |         | ÉLIMINÉ |         |         |         |         |         |          |         |         |         |         |           |

 Le candidat a remporté Face Off.
 Le candidat faisait partie des finalistes.
 Le candidat a remporté le Spotlight Challenge.
 Le candidat faisait partie de l'équipe ayant remporté le Spotlight Challenge.
 Le candidat était premier de son équipe lors du Spotlight Challenge.
 Le candidat faisait partie des moins bons lors du Spotlight Challenge.
 Le candidat a été éliminé.
 Le candidat a été disqualifié.
 Le candidat a réintégré la compétition.
‡ Le candidat a remporté le Foundation Challenge.

## Épisodes
| #  | Titre français                       | Titre original              | Date de diffusion  | Taux sur les 18-49 ans | Audience US (en millions) | Source |
| -- | ------------------------------------ | --------------------------- | ------------------ | ---------------------- | ------------------------- | ------ |
| 1  | Zoo intergalactique                  | Intergalactic zoo           | 28 juillet 2015    | 0.4                    | 1.178                     | [ 1 ]  |
| 2  | Le chant des sirènes                 | Siren Song                  | 4 août 2015        | 0.3                    | 0.856                     | [ 2 ]  |
| 3  | La surprise du siècle                | Surprise of the Century     | 11 août 2015       | 0.4                    | 0.940                     | [ 3 ]  |
| 4  | Roman d'épouvante                    | Frightful Fiction           | 18 août 2015       | 0.4                    | 0.888                     | [ 4 ]  |
| 5  | Les gardiens des portes              | The Gatekeepers             | 25 août 2015       | 0.4                    | 0.951                     | [ 5 ]  |
| 6  | Mission alien                        | Extraterrestrial Enterprise | 1er septembre 2015 | 0.4                    | 0.883                     | [ 6 ]  |
| 7  | Tout ce qui brille...                | All That Glitters           | 9 septembre 2015   | 0.4                    | 0.940                     | [ 7 ]  |
| 8  | Le tournoi                           | The Gauntlet                | 15 septembre 2015  | 0.4                    | 0.942                     | [ 8 ]  |
| 9  | Le jugement dernier                  | Judgment Day                | 22 septembre 2015  | 0.4                    | 0.936                     | [ 9 ]  |
| 10 | Freak Show                           | Freak Show                  | 29 septembre 2015  | 0.4                    | 0.922                     | [ 10 ] |
| 11 | L'Homme de demain                    | Beyond the Expanse          | 6 octobre 2015     | 0.2                    | 0.876                     | [ 11 ] |
| 12 | La mort leur va si bien              | Death Becomes Them          | 13 octobre 2015    | 0.4                    | 0.983                     | [ 12 ] |
| 13 | La magie du cinéma - Première partie | Movie Magic, Part 1         | 20 octobre 2015    | 0.3                    | 0.845                     | [ 13 ] |
| 14 | La magie du cinéma - Deuxième partie | Movie Magic, Part 2         | 27 octobre 2015    | 0.4                    | 1.054                     | [ 14 ] |